# Mission Exotica
Mission Exotica to trzeci album zespołu Langhorns.

## Lista utworów
1. Spybeat
2. In Your Fez
3. El Nino
4. Duble Decker
5. Checkpoint Charlie
6. In The Lobby (En el Vestibulo)
7. La Ruta del Bacalao
8. Camel Ride
9. Chicken Race
10. Shop Talk
11. Slipstream
12. Las Vegas Fist Fight
13. Vera Cruise